# جامعة زالنجي
جامعة زالنجي هي واحدة من الجامعات الحكومية في السودان، تأسست عام 1994 في مدينة زالنجي حاضرة ولاية وسط دارفور ضمن منظومة من الجامعات الحكومية الأخرى التي انتشرت في كافة ولايات السودان.
انتشرت كليات الجامعة ومراكزها المختلفة على امتداد ولايتي غرب ووسط دارفور منذ نشأتها وحتى عام 2015، وبعد إنشاء جامعة الجنينة أصبح انتشار جامعة زالنجي مقتصرا على ولاية وسط دارفور، وآلت عدد من كلياتها ومراكزها إلى جامعة الجنينة منها: كلية الاقتصاد والدراسات الاجتماعية، كلية التربية مرحلة الأساس، كلية علوم التقانة فرع الجنينة، كلية العلوم الصحية التطبيقة، كلية تنمية المجتمع فرع الجنينة ومركز دراسات السلام التنمية فرع الجنينة.
تضم الجامعة اليوم عدداً من الكليات والمراكز والمعاهد والوحدات هي: كلية الزراعة وهي أولى الكليات إذ كانت تتبع لجامعة الفاتح من سبتمبر سابقاً وهي النواة التي قامت عليها الجامعة ثم ألحقت بها من بعد كل من كلية التربية مرحلة الأساس، كلية التربية المرحلة الثانوية، معهد القرآن الكريم والدراسات الإسلامية، كلية علوم التقانة (دبلومات) وكلية تنمية المجتمع (تعنى بتنمية المجتمعات الريفية والمدنية)، كلية علوم الغابات، كلية الاقتصاد والعلوم الإدارية، كلية علوم الحاسوب وتقانة المعلومات، كلية اللغات والعلوم اللغوية، كلية الطب، كلية الدراسات العليا والبحث العلمي، مركز دراسات السلام والتنمية، معهد جبل مرة للبحوث والدراسات الأفريقية، ومعهد القرآن الكريم وتأصيل العلوم، وحدة التقويم والاعتماد، وحدة التخطيط الاستراتيجي، مركز البيئة ونقل التقانة، مركز المعلومات، إدارة العلاقات العامة والإعلام، إدارة البحث العلمي وإدارة العلاقات الخارجية وإدارة الخدمات.